# Cappa aspirante (laboratorio)

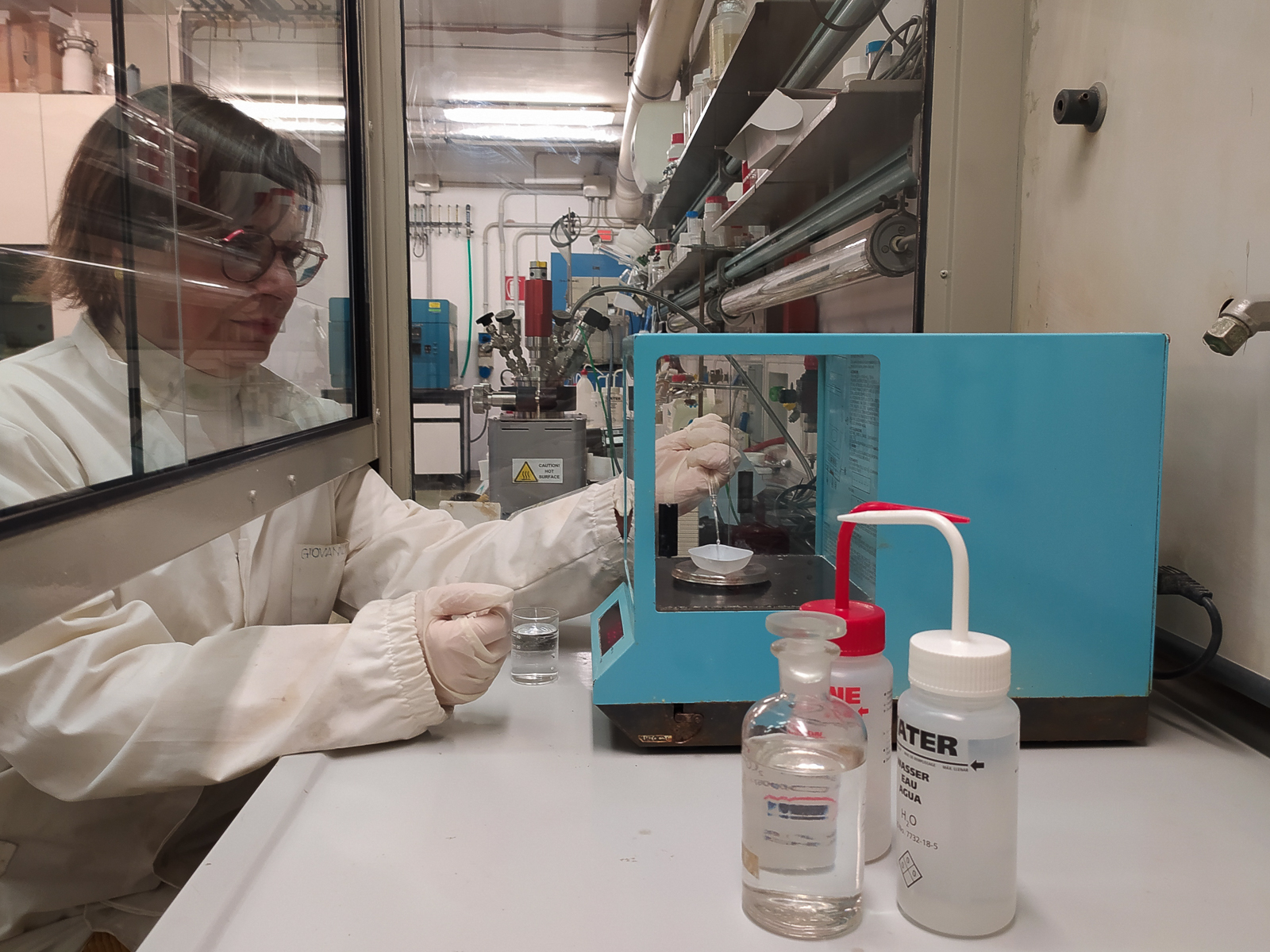
Una scienziata utilizza una bilancia analitica posta all'interno di una cappa d'aspirazione in un laboratorio di chimica

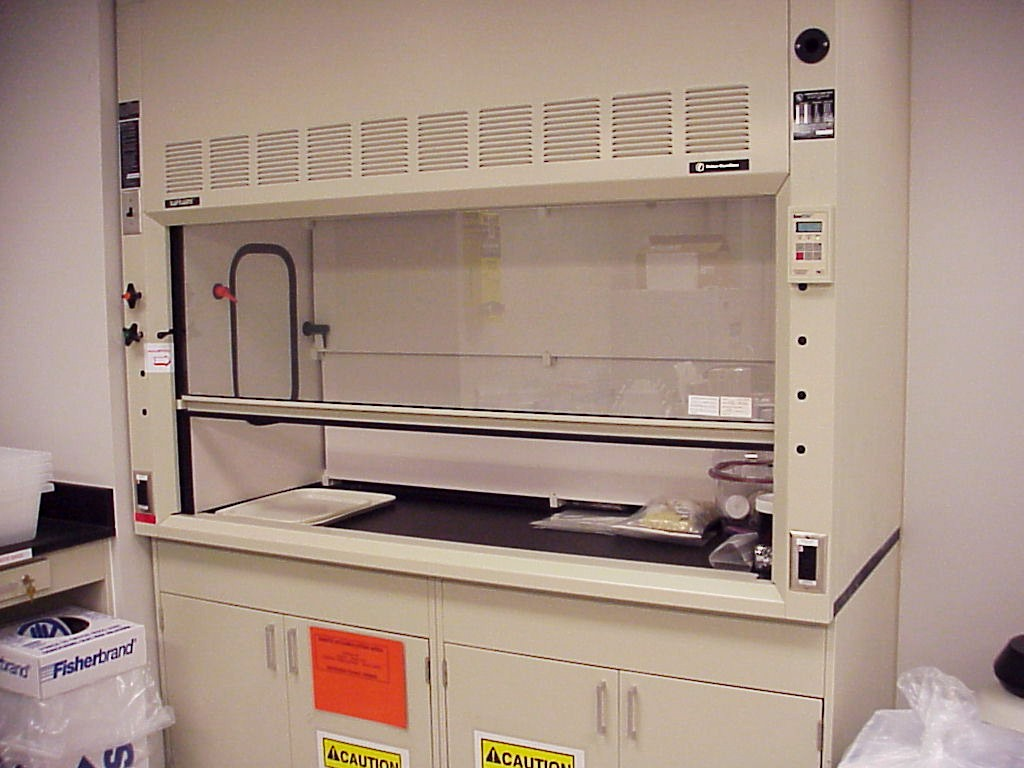
Cappa aspirante da laboratorio

La cappa aspirante è un apparecchio utilizzato nei laboratori per l'aspirazione di vapori nocivi o per la protezione da agenti microbici patogeni.
Nei laboratori, si riscontrano due tipologie di cappe:
- Cappa d'aspirazione (per uso chimico)
- Cappa a flusso laminare (per uso biologico)

La cappa d'aspirazione in ambito chimico ha la funzione di proteggere l'operatore da eventuali vapori sprigionati dalle sostanze chimiche manipolate (come ad esempio i vapori di cloro, mercurio, ecc.). Alcune sostanze producono infatti vapori tossici che non devono essere inalati dagli operatori: per ovviare a ciò, si adottano cappe che aspirano tali vapori e li eliminano nell'ambiente esterno all'edificio in cui si lavora. Lo sbocco dell'aria deve essere situato ad una posizione adatta (altezza richiesta: 1 metro oltre il colmo del tetto).